# 青森県道219号水喰上北町停車場線
青森県道219号水喰上北町停車場線（あおもりけんどう219ごう みずはみかみきたちょうていしゃじょうせん）は、青森県上北郡東北町を通る一般県道である。

## 概要
東北町字野田頭で国道394号から分岐し、東北町上野の八甲ラヂウム温泉付近から東北町旭南の東北町民運動場付近まで青森県道8号八戸野辺地線と重複し、の東北町上北北の青い森鉄道線上北町駅に至る。高瀬川に架かる甲地橋付近で七戸町をわずかに通過している。

### 路線データ
- 起点 : 上北郡東北町字水喰[1]（国道394号）
- 終点 : 上北停車場[1]（上北町駅）

## 歴史
- 1972年（昭和47年）7月15日 - 県道に認定される[1]。
- 2014年度（平成26年度） - 甲地（かっち）バイパスが一部供用。
- 2019年（令和元年）12月3日 - 甲地バイパスが全線開通[2]。

## 路線状況

### 重複区間
- 青森県道8号八戸野辺地線 : 東北町上野 - 東北町旭南
- 青森県道211号折茂上北町停車場線 : 東北町上北南 - 終点
- 青森県道121号七戸上北町停車場線 : 東北町上北南 - 終点

## 地理

### 通過する自治体
- 上北郡
  - 東北町
  - 七戸町
  - 東北町

### 交差する道路
- 国道394号（上北郡東北町字水喰、起点）
- 広域農道
- 青森県道8号八戸野辺地線（上北郡東北町上野北谷地）
- 青森県道8号八戸野辺地線（上北郡東北町旭北）
- 青森県道211号折茂上北町停車場線（上北郡東北町上北南）
- 青森県道165号上野十和田線（上北郡東北町上北南、県道211号重複区間）
- 青森県道121号七戸上北町停車場線（上北郡東北町上北南、県道211号重複区間）

### 沿線の施設など
- 甲地郵便局
- 八甲温泉
- 東北町民運動場
- 青い森鉄道 青い森鉄道線 上北町駅